# Ле Киклоп
Оливије Донт (фр. Olivier D'Hondt; 2. децембар 1968, Приморска Сена, Француска), познат под псеудонимом Ле Киклоп (фр. Le CyKlop), француски је улични и визуелни уметник познат по бојењу и илустровању стубова за спречавање паркирања по урбаним срединама. Његов препознатљиви заштитини знак су једнооки карактери које приказује у различитим бојама и техникама.

## Галерија
- Ле Киклоп у Београду
- Аутопортрет

## Рефренце
1. ↑  „Le CyKlop Biography”. urbaneez.art. Приступљено 14. 12. 2024.
2. ↑  „Le Cyklop za ELLE o oslikavanju Beograda, uličnoj umetnosti i EXPO 2027 manifestaciji: „Mi umetnici ostajemo uvek deca“”. elle.rs. Приступљено 14. 12. 2024.